# I don't wanna dance
I don't wanna dance is een nummer geschreven en geproduceerd door Eddy Grant, eerst uitgebracht op 24 september 1982 in Europa, Australië en Nieuw-Zeeland en in juli 1983 in de VS en Canada. Naast zijn originele uitvoering bestaat er ook een versie van de Vlaamse zangeres Lady Linn.

## Eddy Grant
Grant nam het zelf op als single en voor zijn album Killer on the rampage. Alhoewel succesvol in Europa bleef de verkoop in de Verenigde Staten en Canada (relatief) beperkt.
De single noteerde in het Verenigd Koninkrijk drie weken achtereen de nummer 1-positie  in vijftien weken UK Singles Chart. De plaat scoorde in de Amerikaanse Billboard Hot 100 veel slechter (53e plaats in laat 1983). In Canada scoorde de plaat met een 15e positie een stuk beter.
In Nederland werd de plaat op maandag 25 oktober 1982 door dj Frits Spits en producer-invaller Tom Blomberg verkozen tot de 218e NOS Steunplaat van de week op Hilversum 3 en werd mede hierdoor een gigantische hit in de destijds drie landelijke hitlijsten op de nationale publieke popzender. De plaat bereikte de 2e positie in zowel de Nationale Hitparade, Nederlandse Top 40 en de TROS Top 50. In de Europese hitlijst op Hilversum 3, de TROS Europarade, werd de 5e positie behaald.
In België bereikte de plaat de nummer 1-positie in zowel de voorloper van de Vlaamse Ultratop 50 als de Vlaamse Radio 2 Top 30. In Wallonië werd géén notering behaald.

## Hitnoteringen

### Nederlandse Top 40
| Hitnotering: 20-11-1982 t/m 15-01-1983 | Hitnotering: 20-11-1982 t/m 15-01-1983 | Hitnotering: 20-11-1982 t/m 15-01-1983 | Hitnotering: 20-11-1982 t/m 15-01-1983 | Hitnotering: 20-11-1982 t/m 15-01-1983 | Hitnotering: 20-11-1982 t/m 15-01-1983 | Hitnotering: 20-11-1982 t/m 15-01-1983 | Hitnotering: 20-11-1982 t/m 15-01-1983 | Hitnotering: 20-11-1982 t/m 15-01-1983 | Hitnotering: 20-11-1982 t/m 15-01-1983 |
| Week:                                  | 1                                      | 2                                      | 3                                      | 4                                      | 5                                      | 6                                      | 7                                      | 8                                      |                                        |
| -------------------------------------- | -------------------------------------- | -------------------------------------- | -------------------------------------- | -------------------------------------- | -------------------------------------- | -------------------------------------- | -------------------------------------- | -------------------------------------- | -------------------------------------- |
| Positie:                               | 21                                     | 9                                      | 4                                      | 2                                      | 2                                      | 4                                      | 12                                     | 31                                     | uit                                    |

### Nationale Hitparade
| Hitnotering: 20-11-1982 t/m 22-01-1983 | Hitnotering: 20-11-1982 t/m 22-01-1983 | Hitnotering: 20-11-1982 t/m 22-01-1983 | Hitnotering: 20-11-1982 t/m 22-01-1983 | Hitnotering: 20-11-1982 t/m 22-01-1983 | Hitnotering: 20-11-1982 t/m 22-01-1983 | Hitnotering: 20-11-1982 t/m 22-01-1983 | Hitnotering: 20-11-1982 t/m 22-01-1983 | Hitnotering: 20-11-1982 t/m 22-01-1983 | Hitnotering: 20-11-1982 t/m 22-01-1983 | Hitnotering: 20-11-1982 t/m 22-01-1983 | Hitnotering: 20-11-1982 t/m 22-01-1983 |
| Week:                                  | 1                                      | 2                                      | 3                                      | 4                                      | 5                                      | 6                                      | 7                                      | 8                                      | 9                                      | 10                                     |                                        |
| -------------------------------------- | -------------------------------------- | -------------------------------------- | -------------------------------------- | -------------------------------------- | -------------------------------------- | -------------------------------------- | -------------------------------------- | -------------------------------------- | -------------------------------------- | -------------------------------------- | -------------------------------------- |
| Positie:                               | 23                                     | 9                                      | 4                                      | 2                                      | 2                                      | 5                                      | 8                                      | 12                                     | 22                                     | 31                                     | uit                                    |

### TROS Top 50
Hitnotering: 18-11-1982 t/m 27-01-1983. Hoogste notering: #2 (3 weken).

### TROS Europarade
Hitnotering: 21-11-1982 t/m 15-05-1983. Hoogste notering: #4 (1 week).

### Vlaamse Radio 2 Top 30
| Positie: | 29 | 7 | 3 | 1 | 1 | 2 | 2 | 4 | 11 | 29 | uit |

### NPO Radio 2 Top 2000
I don't wanna dance stond alleen in 1999 in de NPO Radio 2 Top 2000, op plek 1972.

## Lady Linn and her Magnificent Seven
Lady Linn and her Magnificent Seven namen een meer jazzachtige vertolking van Grants lied op. In de Vlaamse Ultratop 50 hield ze het 24 weken uit met tweemaal een vierde plaats als hoogste. In de Vlaamse Radio 2 Top 30 stond het plaats 35 weken genoteerd, met als hoogste plaats een nummer 1 voor twee weken.

### Hitnoteringen

#### VlaamseUltratop 50
| Hitnotering: (Week 1 t/m 24) 21-03-2009 t/m 29-08-2009 Hitnotering: (Week 25) 16-01-2010 | Hitnotering: (Week 1 t/m 24) 21-03-2009 t/m 29-08-2009 Hitnotering: (Week 25) 16-01-2010 | Hitnotering: (Week 1 t/m 24) 21-03-2009 t/m 29-08-2009 Hitnotering: (Week 25) 16-01-2010 | Hitnotering: (Week 1 t/m 24) 21-03-2009 t/m 29-08-2009 Hitnotering: (Week 25) 16-01-2010 | Hitnotering: (Week 1 t/m 24) 21-03-2009 t/m 29-08-2009 Hitnotering: (Week 25) 16-01-2010 | Hitnotering: (Week 1 t/m 24) 21-03-2009 t/m 29-08-2009 Hitnotering: (Week 25) 16-01-2010 | Hitnotering: (Week 1 t/m 24) 21-03-2009 t/m 29-08-2009 Hitnotering: (Week 25) 16-01-2010 | Hitnotering: (Week 1 t/m 24) 21-03-2009 t/m 29-08-2009 Hitnotering: (Week 25) 16-01-2010 | Hitnotering: (Week 1 t/m 24) 21-03-2009 t/m 29-08-2009 Hitnotering: (Week 25) 16-01-2010 | Hitnotering: (Week 1 t/m 24) 21-03-2009 t/m 29-08-2009 Hitnotering: (Week 25) 16-01-2010 | Hitnotering: (Week 1 t/m 24) 21-03-2009 t/m 29-08-2009 Hitnotering: (Week 25) 16-01-2010 | Hitnotering: (Week 1 t/m 24) 21-03-2009 t/m 29-08-2009 Hitnotering: (Week 25) 16-01-2010 | Hitnotering: (Week 1 t/m 24) 21-03-2009 t/m 29-08-2009 Hitnotering: (Week 25) 16-01-2010 | Hitnotering: (Week 1 t/m 24) 21-03-2009 t/m 29-08-2009 Hitnotering: (Week 25) 16-01-2010 | Hitnotering: (Week 1 t/m 24) 21-03-2009 t/m 29-08-2009 Hitnotering: (Week 25) 16-01-2010 |
| Week:                                                                                    | 1                                                                                        | 2                                                                                        | 3                                                                                        | 4                                                                                        | 5                                                                                        | 6                                                                                        | 7                                                                                        | 8                                                                                        | 9                                                                                        | 10                                                                                       | 11                                                                                       | 12                                                                                       | 13                                                                                       | 14                                                                                       |
| ---------------------------------------------------------------------------------------- | ---------------------------------------------------------------------------------------- | ---------------------------------------------------------------------------------------- | ---------------------------------------------------------------------------------------- | ---------------------------------------------------------------------------------------- | ---------------------------------------------------------------------------------------- | ---------------------------------------------------------------------------------------- | ---------------------------------------------------------------------------------------- | ---------------------------------------------------------------------------------------- | ---------------------------------------------------------------------------------------- | ---------------------------------------------------------------------------------------- | ---------------------------------------------------------------------------------------- | ---------------------------------------------------------------------------------------- | ---------------------------------------------------------------------------------------- | ---------------------------------------------------------------------------------------- |
| Positie:                                                                                 | 37                                                                                       | 24                                                                                       | 8                                                                                        | 5                                                                                        | 6                                                                                        | 5                                                                                        | 4                                                                                        | 4                                                                                        | 5                                                                                        | 8                                                                                        | 18                                                                                       | 22                                                                                       | 28                                                                                       | 28                                                                                       |
| Week:                                                                                    | 15                                                                                       | 16                                                                                       | 17                                                                                       | 18                                                                                       | 19                                                                                       | 20                                                                                       | 21                                                                                       | 22                                                                                       | 23                                                                                       | 24                                                                                       |                                                                                          | 25                                                                                       |                                                                                          |                                                                                          |
| Positie:                                                                                 | 15                                                                                       | 17                                                                                       | 16                                                                                       | 14                                                                                       | 19                                                                                       | 23                                                                                       | 28                                                                                       | 25                                                                                       | 22                                                                                       | 49                                                                                       | uit                                                                                      | 44                                                                                       | uit                                                                                      |                                                                                          |

#### VlaamseRadio 2 Top 30
| Hitnotering: 07-03-2009 t/m 31-10-2009 | Hitnotering: 07-03-2009 t/m 31-10-2009 | Hitnotering: 07-03-2009 t/m 31-10-2009 | Hitnotering: 07-03-2009 t/m 31-10-2009 | Hitnotering: 07-03-2009 t/m 31-10-2009 | Hitnotering: 07-03-2009 t/m 31-10-2009 | Hitnotering: 07-03-2009 t/m 31-10-2009 | Hitnotering: 07-03-2009 t/m 31-10-2009 | Hitnotering: 07-03-2009 t/m 31-10-2009 | Hitnotering: 07-03-2009 t/m 31-10-2009 | Hitnotering: 07-03-2009 t/m 31-10-2009 | Hitnotering: 07-03-2009 t/m 31-10-2009 | Hitnotering: 07-03-2009 t/m 31-10-2009 | Hitnotering: 07-03-2009 t/m 31-10-2009 | Hitnotering: 07-03-2009 t/m 31-10-2009 | Hitnotering: 07-03-2009 t/m 31-10-2009 | Hitnotering: 07-03-2009 t/m 31-10-2009 | Hitnotering: 07-03-2009 t/m 31-10-2009 | Hitnotering: 07-03-2009 t/m 31-10-2009 |
| Week:                                  | 1                                      | 2                                      | 3                                      | 4                                      | 5                                      | 6                                      | 7                                      | 8                                      | 9                                      | 10                                     | 11                                     | 12                                     | 13                                     | 14                                     | 15                                     | 16                                     | 17                                     | 18                                     |
| -------------------------------------- | -------------------------------------- | -------------------------------------- | -------------------------------------- | -------------------------------------- | -------------------------------------- | -------------------------------------- | -------------------------------------- | -------------------------------------- | -------------------------------------- | -------------------------------------- | -------------------------------------- | -------------------------------------- | -------------------------------------- | -------------------------------------- | -------------------------------------- | -------------------------------------- | -------------------------------------- | -------------------------------------- |
| Positie:                               | 25                                     | 19                                     | 12                                     | 7                                      | 4                                      | 2                                      | 2                                      | 1                                      | 1                                      | 2                                      | 2                                      | 4                                      | 6                                      | 7                                      | 8                                      | 9                                      | 9                                      | 10                                     |
| Week:                                  | 19                                     | 20                                     | 21                                     | 22                                     | 23                                     | 24                                     | 25                                     | 26                                     | 27                                     | 28                                     | 29                                     | 30                                     | 31                                     | 32                                     | 33                                     | 34                                     | 35                                     |                                        |
| Positie:                               | 10                                     | 6                                      | 3                                      | 4                                      | 2                                      | 2                                      | 2                                      | 2                                      | 2                                      | 4                                      | 6                                      | 8                                      | 11                                     | 13                                     | 17                                     | 23                                     | 30                                     | uit                                    |